# Oryctanthus occidentalis
Oryctanthus occidentalis är en tvåhjärtbladig växtart. Oryctanthus occidentalis ingår i släktet Oryctanthus och familjen Loranthaceae.

## Underarter
Arten delas in i följande underarter:
- O. o. continentalis
- O. o. occidentalis